# Ksifos
Ksifos (grč. ξίφος) je bio dvosjekli jednoručni mač koji su koristili stari Grci. To im je bilo sekundarno ratno oružje nakon koplja. Oštrica je uglavnom bila dugačka 50-60 cm iako su navodno Spartanci počeli koristiti oštrice kratke čak 30 cm u Grčko-Perzijskim ratovima. Nosio se u koricama s pojasem preko prsa. Ksifos se uglavnom koristio samo ako bi se koplje oštetilo ili ispalo iz ruke, jer je domet koji je koplje pružalo bila prevelika prednost u usporedbi s mačem. Smatra se pretečom rimskog gladijusa
Ksifosov listoliki oblik bio je sjajan i za ubadanje i za sječu. Mačevi od bronce i željeza su pogodniji za listolike oblike zbog mekoće materijala, za razliku od čelika. Brončane mačeve se stvara ulijevanjem u kalup pa je poželjni oblik lakše postići nego u slučaju željeznih mačeva, koje treba kovati. Prvi ksifosi su bili od bronce, a u klasičnom periodu radili su se od čelika.

## Srodne teme
- Kopis